# Exocentrus laosensis
Exocentrus laosensis là một loài bọ cánh cứng trong họ Cerambycidae.